# GUNDAM無雙3
《GUNDAM無雙3》是根據機動戰士的戰略動作遊戲，是2008年《GUNDAM無雙2》的續集。它是由光榮和Omega Force開發的，然後由南夢宮萬代發表。 GUNDAM無雙3是在2010年9月的電玩雜誌《Fami通》公開對外發表。北美的《GUNDAM無雙3》在2011年2月4號公開對外發表。

## 與GUNDAM無雙2的不同
GUNDAM無雙3基本上與前GUNDAM無雙2遊戲進行方式大致相同，但是細節上卻有大幅的改變。遊戲還是由玩家先選喜愛的角色，之後再進行故事階段。GUNDAM無雙3在這不同的特徵是這一代擁有串連所有角色完全從新編製的故事。而每個角色的原故事情節都被減縮在新的歷史任務分類之下少數的任務而已。

GUNDAM無雙3的卡通渲染動畫方式。

GUNDAM無雙3繪圖上不同的特徵是所有的機動戰士都由代採用了卡通渲染動畫方式,這讓遊戲裡的機體都更加與原製動畫相近。遊戲進行細節上修改的部份是現在是每個地區都有不同的功用。有些設施有輔助的功用，而有些是有助於玩家進攻的。
在GUNDAM無雙3機體收集也被簡化，玩家再也不需要像GUNDAM無雙2一部份一部份慢慢收集。在GUNDAM無雙3裡是直接取得每一台機體的設計圖。取得機體設計圖之後，玩家就可以前往遊戲裡的機動戰士研究所開發新機體。但是因為GUNDAM無雙3導入了買賣系統，玩家必須擁有足夠的資金來進行開發和改造。
GUNDAM無雙3的機體許可證也有所改變。之前是只有對應每個角色而已。在GUNDAM無雙3，機體許可證是一次授權給全部角色使用。但是特技還是只有對應每個角色而已，玩家必須分開購買給每個角色。
其他加入的特徵是緊急回避和誘爆系統。緊急回避是玩家在被敵方攻擊的時候可以進行逃脫(會消耗推進力)。誘暴系統是在玩家使用絕招的時候會引爆敵方機體。
GUNDAM無雙3這一代沒有自由宇宙型的關卡。在GUNDAM無雙2，宇宙型關卡是有敵方機體在不同的高度漂移不定。而GUNDAM無雙3裡，宇宙型關卡只是在隕石或是基地裡，不是在自由型的宇宙中。
GUNDAM無雙3的友誼共感系統也有所簡化。這一代只需要建立起友誼程度，玩家不須要擔心因在戰場上的任何行動而損壞了某個角色友誼程度。除了改善友誼共感系統，GUNDAM無雙3增加了搭檔輔助攻擊。當玩家與其他遊戲角色到達了某個友誼程度，玩家可以在遊戲中選這些角色進行輔助攻擊。每個角色都有不同的輔助攻擊，有些角色是輔助型，有些是直接攻擊型。

## 與其他無雙系列的不同
GUNDAM無雙與其他無雙系列不同特徵是地區上有分不同的區域，其他無雙系列是無此分類。而GUNDAM無雙3每個區域都有功能，並且GUNDAM無雙3有分每一方的要塞基地。因此GUNDAM無雙3，遊戲玩法也需要套用些戰略因素。
GUNDAM無雙3的遊戲進行再也不會因為玩家被擊敗而結束。這一代的處理方式是遊戲不會結束，而玩家會在擊敗地點從新出擊。然後遊戲會從玩家那一方的總戰力上扣除，因此玩家在每一戰都可以擁有多次機會可以捲土重來。相對的，敵方角色也是如此。直到任一方的總戰力到零，雙方角色才會停止出擊。除了戰力上有所改善，玩家機體耐久力受損也有所不同在GUNDAM無雙3裡，玩家每次受到攻擊，玩家機體耐久力上會有一部份可以恢復，但是要是玩家在沒有繼續受到攻擊下。新增加的特徵，和其他無雙系列作品都不一樣。

## 登場作品
- 機動戰士GUNDAM
- 機動戰士Z GUNDAM
- 機動戰士GUNDAM ZZ
- 機動武鬥傳G GUNDAM
- 新機動戰記GUNDAM W
- ∀GUNDAM
- 機動戰士GUNDAM 逆襲的夏亞
- GUNDAM SEED DESTINY
- 機動戰士V GUNDAM
- 機動戰士GUNDAM F91

### 新加入
- 機動戰士GUNDAM 00
- 機動戰士GUNDAM UC
- 機動戰士GUNDAM 0083：星塵回憶
- 機動新世紀GUNDAM X[12]

## 外部連結
- GUNDAM無雙日文官方網站
- GUNDAM無雙英文官方網站